# Riojavenatrix
Riojavenatrix („lovkyně z La Rioja“) byl rod spinosauridního teropodního dinosaura, žijícího v období rané křídy (geologický věk barrem až apt, asi před 120 miliony let) na území současného severního Španělska.

## Popis
Fosilie tohoto dravého dinosaura byly objeveny roku 2005 v sedimentech geologické skupiny Enciso a mají podobu hrudního obratle, pánevního pletence a fragmentů kostí zadní končetiny. Původně byl tento teropod považován za zástupce rodu Baryonyx. Formálně byl typový druh Riojavenatrix lacustris (v doslovném překladu „jezerní lovkyně z La Rioja“) popsán na začátku roku 2024. V současnosti se jedná již o pátý známý rod spinosauridního teropoda z Pyrenejského poloostrova - dalšími jsou Camarillasaurus, Iberospinus, Protathlitis a Vallibonavenatrix.

## Zařazení
Fylogenetická analýza ukázala, že R. lacustris byl zástupcem čeledi Spinosauridae a podčeledi Baryonychinae. Patří ke geologicky nejmladším známým zástupcům této vývojové skupiny.